# Феруз, Ислам
Исла́м Феру́з (англ. Islam Feruz; родился 10 сентября 1995 года, в Кисмайо, Сомали) — шотландский футболист сомалийского происхождения, нападающий. Воспитанник Академии «Челси».

## Ранняя жизнь
Ислам Феруз родился в 1995 году, предположительно в городе Кисмайо, в многодетной семье. В 2001 году, когда Ферузу было 6 лет, его семья переехала в Йемен, чтобы избежать насилия, после чего попросила политическое убежище в Великобритании. Однако, ссылаясь на статью газеты Sunday Mail, можно предположить, что перед эмиграцией в Соединенное Королевство семья Феруза временно проживала в Танзании.

## Клубная карьера
Ислам Феруз — воспитанник и болельщик клуба «Селтик», в котором выступал на всех возрастных уровнях. В 11 лет он стал выступать в составе «Селтика» до 14 лет. Главный тренер команды Джон Сладден за 20 минут сравнил Феруза в плане талантливости с такими выпускниками клубной академии, как Пол Макстей, Чарли Николас и Эйден Макгиди. Позже наставник молодёжной команды «кельтов» Томми Бернс помог Исламу с получением паспорта гражданина Шотландии.
В августе 2011 года стало известно, что Феруз продолжит свою карьеру в «Челси» после того, как отклонил предложение о профессиональном контракте от «Селтика». В составе молодёжной команды «синих» он дошёл до финала турнира NextGen Series и с 7 голами в активе стал лучшим бомбардиром турнира, а также выиграл Молодёжный кубок Англии.
В конце августе 2014 года Феруз был отдан в аренду в «Крылья Советов», однако через несколько дней пребывания в Самаре футболист принял решение отказаться от перехода, так как посчитал, что резкая смена обстановки и необходимость быстрой адаптации к российскому быту не позволят ему полностью сконцентрироваться на игре.
1 сентября 2014 года Феруз перешёл в клуб ОФИ, выступающий в греческой Суперлиге, на правах аренды сроком на один сезон. 13 сентября он дебютировал за ОФИ, выйдя на замену в матче против «Олимпиакоса» (0:3). Эта игра стала для него единственной в чемпионате. Проведя всего 3 матча за клуб на старте сезона (два из них в Кубке Греции), Ислам перестал получать игровую практику и был отозван из аренды. По прибытии в Англию, он стал тренироваться в клубе «Кардифф Сити», но арендован так и не был.
16 января 2015 года, Ислам, на правах аренды перешёл в клуб Чемпионата Футбольной лиги «Блэкпул», до конца сезона. На следующий день дебютировал за новый клуб в матче против «Вулверхэмптон Уондерерс» (0:2). 27 февраля, Ислам вернулся в «Челси», проведя в аренде всего 2 матча.
1 сентября 2015 года Феруз перешёл в клуб «Хиберниан», выступающий в шотландском Чемпионшипе, на правах аренды сроком на один сезон. 12 сентября дебютировал за «Хиберниан», выйдя на замену в матче 6-го тура против «Аллоа Атлетик» (3:0), провел на поле 18 минут.
В феврале 2016 года Ислам Феруз вместе с приятелем по британским лигам ивуарийцем Абдул Разаком прибыл на просмотр в казахстанский клуб «Актобе». Но, проведя одну тренировку, приятели сбежали из гостиницы, прихватив на память форму команды. Побег вызвал массу саркастических откликов у местных пользователей Интернета .

## Статистика выступлений
| Выступление      | Выступление      | Выступление      | Лига | Лига | Кубок страны | Кубок страны | Кубок лиги | Кубок лиги | Еврокубки | Еврокубки | Итого | Итого |
| Клуб             | Лига             | Сезон            | Игры | Голы | Игры         | Голы         | Игры       | Голы       | Игры      | Голы      | Игры  | Голы  |
| ---------------- | ---------------- | ---------------- | ---- | ---- | ------------ | ------------ | ---------- | ---------- | --------- | --------- | ----- | ----- |
| ОФИ              | Суперлига        | 2014/15          | 1    | 0    | 2            | 0            | 0          | 0          | 0         | 0         | 3     | 0     |
| ОФИ              | Итого            | Итого            | 1    | 0    | 2            | 0            | 0          | 0          | 0         | 0         | 3     | 0     |
| Блэкпул          | Чемпионшип       | 2014/15          | 2    | 0    | 0            | 0            | 0          | 0          | 0         | 0         | 2     | 0     |
| Блэкпул          | Итого            | Итого            | 2    | 0    | 0            | 0            | 0          | 0          | 0         | 0         | 2     | 0     |
| Хиберниан        | Чемпионшип       | 2015/16          | 6    | 0    | 0            | 0            | 0          | 0          | 0         | 0         | 6     | 0     |
| Хиберниан        | Итого            | Итого            | 6    | 0    | 0            | 0            | 0          | 0          | 0         | 0         | 6     | 0     |
| Всего за карьеру | Всего за карьеру | Всего за карьеру | 9    | 0    | 2            | 0            | 0          | 0          | 0         | 0         | 11    | 0     |

## Достижения
Командные
«Челси»
- Чемпион молодёжной Премьер-лиги (1): 2013/14
- Обладатель Молодёжного кубка Англии (1): 2012
- Итого: 2 трофея

Личные
- Лучший бомбардир NextGen Series (1): 2012/13